# Chiroiu-Pământeni
Chiroiu-Pământeni – wieś w Rumunii, w okręgu Jałomica, w gminie Drăgoești. W 2011 roku liczyła 33 mieszkańców.